# Mukviacica
Mukvjatitsa (ryska: Муквятица) är ett vattendrag i Belarus.   Det ligger i voblasten Vitsebsks voblast, i den norra delen av landet, 230 km norr om huvudstaden Minsk.
Omgivningarna runt Mukvjatitsa är en mosaik av jordbruksmark och naturlig växtlighet. Runt Mukvjatitsa är det glesbefolkat, med 13 invånare per kvadratkilometer.